# Asterleigh
Asterleigh var en civil parish från 1858 till 1895 då den blev en del av Kiddington with Asterleigh, i grevskapet Oxfordshire, i England. Civil parish var belägen 20 km från Oxford och hade 37 invånare år 1891.